# Cantón de Montpont-en-Bresse
El cantón de Montpont-en-Bresse era una división administrativa francesa, que estaba situada en el departamento de Saona y Loira y la región de Borgoña.

## Composición
El cantón estaba formado por cinco comunas:
- Bantanges
- La Chapelle-Thècle
- Ménetreuil
- Montpont-en-Bresse
- Sainte-Croix

## Supresión del cantón de Montpont-en-Bresse
En aplicación del Decreto n.º 2014-182 de 18 de febrero de 2014, el cantón de Montpont-en-Bresse fue suprimido el 22 de marzo de 2015 y sus 5 comunas pasaron a formar parte del nuevo cantón de Cuiseaux.